# Lilly Gräber
Emeli Signe Wilhelmina "Lilly" Gräber, född den 6 november 1893 i Stockholm, död där den 21 april 1965, var en svensk konstnär (målare) och skådespelare.

## Biografi
Som skådespelare spelade Gräber bland annat operett samt medverkade i en handfull filmer. Hon ägnade sig dock mest åt sitt måleri.
Gräber var syster till skådespelaren och sångpedagogen Anna Gräber samt till revyartisten Mary Gräber. Filmen Eviga länkar från 1946 är en romantiserad skildring av de tre systrarnas liv. Systrarna Gräber är begravda på Norra begravningsplatsen utanför Stockholm.

## Filmografi
- 1917 – Mysteriet natten till den 25:e
- 1917 – Förstadsprästen
- 1943 – En flicka för mej
- 1945 – Kungliga patrasket

## Teater

### Roller
| År   | Roll | Produktion                            | Regi            | Teater           |
| ---- | ---- | ------------------------------------- | --------------- | ---------------- |
| 1920 |      | Flickan från U.S.A., revy Fred Winter | Oskar Textorius | Kristallsalongen |

### Fotnoter
1. ↑  ”Lilly Gräber”. Svensk Filmdatabas. http://www.sfi.se/sv/svensk-filmdatabas/Item/?type=PERSON&itemid=57860. Läst 18 februari 2013.
2. ↑  SvenskaGravar
3. ↑  ”Teaterannons”. Dagens Nyheter:  s. 11. 26 maj 1920. https://arkivet.dn.se/tidning/1920-05-26/138/11. Läst 21 april 2024.